# Provinz Manuripi
Manuripi ist eine Provinz im südwestlichen und zentralen Teil des Departamento Pando im Tiefland des südamerikanischen Anden-Staates Bolivien. Die Provinz trägt ihren Namen nach dem Fluss Río Manuripi, der die Provinz von Westen nach Osten durchfließt.

## Lage
Die Provinz ist eine von fünf Provinzen im Departamento Pando. Sie grenzt im Norden an die Provinz Abuná, im Nordwesten an die Provinz Nicolás Suárez, im Westen an die Republik Peru, im Süden an das Departamento La Paz, im Südosten an die Provinz Madre de Dios, im Osten an das Departamento Beni, und im Nordosten an die Provinz Federico Román.
Sie erstreckt sich zwischen 10° 49' und 12° 30' südlicher Breite und 66° 00' und 69° 14' westlicher Länge, ihre Länge von Südwesten nach Nordosten beträgt 370 Kilometer, ihre Breite von Norden nach Süden bis zu 100 Kilometer.

## Bevölkerung
Die Einwohnerzahl der Provinz Manuripi ist in den vergangenen drei Jahrzehnten auf das Zweieinhalbfache angestiegen:
| Jahr | Einwohner | Quelle       |
| ---- | --------- | ------------ |
| 1992 | 7 360     | Volkszählung |
| 2001 | 8 230     | Volkszählung |
| 2012 | 14 986    | Volkszählung |
| 2024 | 18 397    | Volkszählung |

47,7 Prozent der Bevölkerung sind jünger als 15 Jahre, der Alphabetisierungsgrad in der Provinz beträgt 75,4 Prozent. (1992)
98,0 Prozent der Bevölkerung sprechen Spanisch, 0,4 Prozent Quechua, 0,2 Prozent Aymara. (1992)
91,0 Prozent der Bevölkerung haben keinen Zugang zu Elektrizität, 68,5 Prozent leben ohne sanitäre Einrichtung. (1992)
84,4 Prozent der Einwohner sind katholisch, 14,6 Prozent sind evangelisch. (1992)

## Gliederung
Die Provinz Manuripi gliederte sich bei der letzten Volkszählung von 2024 in die folgenden drei Verwaltungsbezirke (bolivianisch „Municipios“):
- 09-0201 Municipio Puerto Rico (5.292 km²) im zentralen Teil der Provinz – 7.217 Einwohner – 1,36 Einwohner/km²
- 09-0202 Municipio San Pedro (2.623 km²) im östlichen Teil der Provinz – 3.239 Einwohner – 1,23 Einwohner/km²
- 09-0203 Municipio Filadelfia (11.838 km²) im westlichen Teil der Provinz – 7.941 Einwohner – 0,68 Einwohner/km²

## Ortschaften in der Provinz Manuripi
- Municipio Puerto Rico
  - Puerto Rico 2.672 Einw. – Conquista 504 Einw. – Batraja 264 Einw. – Manchester 42 Einw.

- Municipio San Pedro
  - Valparaíso 238 Einw. – Fortaleza 200 Einw. – San Pedro 196 Einw.

- Municipio Filadelfia
  - Chivé 463 Einw. – Soberanía Bella Vista 387 Einw. – Filadelfia 368 Einw. – Curichon 238 Einw. – Luz de America 205 Einw. – Florida 184 Einw. – Buyuyo 158 Einw. – Empresiña 157 Einw. – Holanda 132 Einw. – Espíritu 126 Einw. – San Antonio del Chivé 109 Einw. – San Silvestre 27 Einw.

(Stand 2012)